# OAR 22
OAR 22 – seria wojskowych eksperymentalnych ładunków naukowych wystrzeliwanych na trajektorie balistyczne przez Stany Zjednoczone rakietami Blue Scout Junior (z Przylądka Canaveral, platforma LC18A).

## Chronologia startów
1. 30 lipca 1963, godz. 16:16:08 GMT; OAR 22-1/AFCRL-1/21 – eksperymenty radiowe w przestrzeni kosmicznej, maksymalna wysokość lotu 11 100 km
2. 13 marca 1964, godz. 11:40 GMT; OAR 22-2/AFCRL-9 – nieudana misja badań magnetosfery, maksymalna wysokość lotu 600 km
3. 28 stycznia 1965, godz. 12:51 GMT; OAR 22-3/AFCRL-309 – nieudana misja badań magnetosfery, maksymalna wysokość lotu 200 km
4. 30 marca 1965, godz. 16:09:31 GMT; OAR 22-4/AFCRL-35 – misja badań magnetosfery, maksymalna wysokość lotu 12 067 km
5. 9 kwietnia 1965, godz. 18:10:37 GMT; OAR 22-9/AFWL-14 – misja badań efektów radiowych (magnetosfery), maksymalna wysokość lotu 25 422 km
6. 12 maja 1965, godz. 16:02:35 GMT; OAR 22-8/AFCRL-335 – misja badań magnetosfery, maksymalna wysokość lotu 13 586 km
7. 9 czerwca 1965, godz. 16:26:15 GMT; OAR 22-5/AFWL-304 – misja badań efektów radiowych (magnetosfery), maksymalna wysokość lotu 17 533 km